# Mahabharata-oorlog

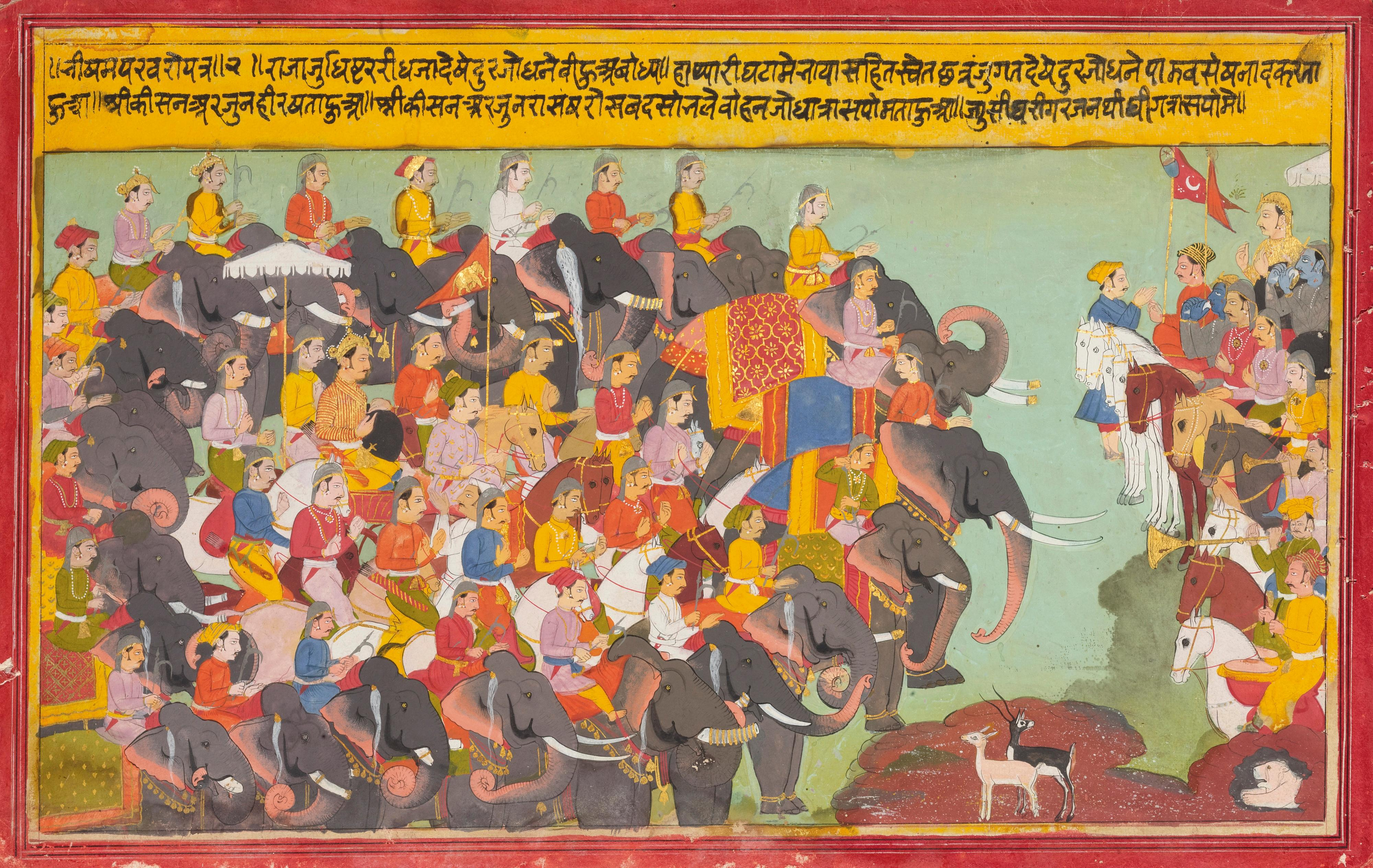
De legers van de Pandava's en de Kaurava's staan tegenover elkaar. Illustratie van de Mahabharata uit ca. 1700.

De Mahabharata-oorlog of Kurukshetra-oorlog staat centraal in het hindoeïstisch epos Mahabharata. Het is de strijd tussen de Pandava's en de Kaurava's om het koningschap over de Kuru's. 
Onduidelijk is of het verhaal van deze strijd om de troon van Hastinapura gebaseerd is op de Slag van de Tien Koningen uit de Rigveda. In deze slag aan de rivier Ravi weten de Bharata onder Sudas een overwinning te boeken tegen een alliantie van tien andere stammen. De dood van Krishna kort na de oorlog markeert het begin van de kali yuga.
Hoewel de Pandava's de overwinning behalen, overleven slechts acht van hen de oorlog, naast drie of vier Kaurava's, terwijl een kleine vier miljoen omkomen. De overlevenden zijn de vijf Pandava-broers Yudhishthira, Bhima, Arjoena, Nakula en Sahadeva en daarnaast Krishna, Satyaki en Yuyutsu aan de ene kant en  aan de andere kant Ashwatthama, Kripa, Kritavarma en (afhankelijk van de versie) Vrishaketu.